# اوتنزپاد
اوتنزپاد (انگلیسی: Otenzepad) یک آنتاگونیست گیرنده موسکارینی رقابتی است که در گیرنده M2 نسبتا انتخابی است. این دارو به عنوان درمانی برای آریتمی و برادی کاردی به دلیل انتخاب قلبی آن مورد بررسی قرار گرفت، اما تحقیقات پس از آزمایش های بالینی مرحله III متوقف شد.